# Diễn Tân
Diễn Tân là một xã thuộc huyện Diễn Châu, tỉnh Nghệ An, Việt Nam.
Xã có diện tích 5,04 km², dân số năm 1999 là 6.758 người, mật độ dân số đạt 1.34 người/km². Xã Diễn Tân có 5 thôn làng bao gồm: Phú Hậu, Đa Phúc, Tân Quang, Phú Linh và Hậu Hòa.
Xã này nằm bên tuyến kênh Nhà Lê, là tuyến đường thủy đầu tiên trong lịch sử Việt Nam từ kinh đô Hoa Lư đến Đèo Ngang và được xem là tuyến đường Hồ Chí Minh trên sông vì những đóng góp cho các cuộc chiến tranh của người Việt.